# Оєр Оласабаль
Оєр Оласабаль (ісп. Oier Olazábal; нар. 14 вересня 1989, Ірун) — іспанський футболіст, воротар кіпрського «Пафоса».
Виступав, зокрема, за клуб «Барселона», а також юнацьку збірну Іспанії.
Чемпіон Іспанії. Володар Суперкубка УЄФА.

## Клубна кар'єра
Народився 14 вересня 1989 року в місті Ірун. Вихованець футбольної школи клубу «Реал Уніон».
У дорослому футболі дебютував 2007 року виступами за команду клубу «Барселона Б», в якій провів шість сезонів, взявши участь у 120 матчах чемпіонату. З 2008 року почав залучатися до основної команди «Барселони».
За цей час виборов титул чемпіона Іспанії.
Протягом 2014—2015 років захищав кольори команди клубу «Гранада».
До складу клубу «Реал Сосьєдад» на правах оренди приєднався 2015 року. Відтоді встиг відіграти за клуб із Сан-Себастьяна 3 матчі в національному чемпіонаті. У 2016-му покинув клуб.
У 2017 на правах оренди приєднався до «Леванте», пізніше — підписав повноцінний контракт.

## Виступи за збірну
У 2008 році провів одну гру у складі юнацької збірної Іспанії.

## Титули і досягнення
- Чемпіон Іспанії (1):

«Барселона»: 2008–09
- Володар Суперкубка УЄФА (1):

«Барселона»: 2011